# مکداف، آبردین‌شایر
مکداف (به انگلیسی: Macduff) یک شهرک در اسکاتلند است که در آبردین‌شایر واقع شده‌است. مکداف ۳٬۷۶۷ نفر جمعیت دارد.